# Pongo pygmaeus morio
El orangután de Borneo nororiental (Pongo pygmaeus morio) es una de las tres subespecies que existen del orangután de Borneo. Su población principal se establece principalmente por el noroeste de la isla de Borneo, dentro de Indonesia y en la provincia malaya de Sabah.
Warren et al. (2001) utilizó el control de la región del ADN mitocondrial en seis poblaciones de orangután de Borneo diferentes e identificado cuatro distintas subpoblaciones con diversidad regional y la agrupación geográfica particular:
1. Kalimantan Meridional y Kalimantan Central
2. Kalimantan Occidental y Sarawak
3. Sabah
4. Kalimantan Oriental

Pongo pygmaeus morio se encuentra en los grupos (3) y (4).